# Artneramt
Artneramt ist eine Ortschaft und eine Katastralgemeinde der Gemeinde Nöchling im Bezirk Melk in Niederösterreich. Die Ortschaft hat 58 Einwohner (Stand 1. Jänner 2024).

## Geografie
Die zur Gemeinde Nöchling gehörende Ortschaft liegt im Nordosten jenseits der Kleinen Ysper. Zur Streusiedlung zählen die Lagen Gleisen, Grub, Pritzhäuser und Wegebauer.

## Geschichte
Im Jahr 1822 wurde der Ort als Amt mit 21 zerstreuten Häusern genannt, das nach Nöchling eingepfarrt war, wohin auch die Kinder eingeschult wurden. Die Herrschaft Rorregg besaß die Ortsobrigkeit, übte die Landgerichtsbarkeit aus und besorgte die Konskription. Laut Adressbuch von Österreich war im Jahr 1938 in Artneramt ein Sägewerk ansässig.